# Thomas Sorriaux
Pour les articles homonymes, voir Sorriaux.
Thomas Sorriaux est un réalisateur français.

## Filmographie

### Court métrage
- 2000 : La Malédiction de la mamie (coréalisateur : François Desagnat)

### Longs métrages
- 2003 : La Beuze coréalisé avec François Desagnat
- 2004 : Les Onze Commandements coréalisé avec François Desagnat
- 2008 : 15 ans et demi coréalisé avec François Desagnat d'après le roman 15 ans et demi, de Vincent Ravalec
- 2016 : La Dream Team
- 2021 : Le Furet (téléfilm)
- 2024 : Le Nounou (téléfilm)